# Edward McGuire (komponist)
Edward (Eddie) McGuire (født 15. februar 1948 i Glasgow, Skotland) er en skotsk komponist og violinist.
McGuire studerede komposition hos på Royal Academy of Music i London (1966-1970), og privat i Stockholm hos Ingvar Lidholm (1971). Han har skrevet en symfoni, orkesterværker, koncertmusik, balletmusik, kammermusik, korværker, sange etc. McGuire modtog Den Britiske Komponistpris i (2003).

## Udvalgte værker
- Symfoni nr. 1 (1978) - for orkester
- Calgacus (1997) (Symfonisk digtning) - for orkester
- Peter Pan (1990) - ballet
- Trombonekoncert (1997) - for trombone og strygeorkester
- Bratschkoncert (1998) - for bratsch og strygeorkester
- Cellokoncert (2020) - for cello og strygeorkester